# 梁祐維
梁祐維（Leung Yau Wai，2002年1月13日—），生於香港，香港足球運動員，司職中堅，現時效力港超聯球會冠忠南區。

## 球會生涯
2022年8月21日，梁祐維加盟泰丙球會清萊城。
2023年3月19日，梁祐維轉投日本足球聯賽（即日本第四級聯賽）球隊滋賀湖王。

## 國際賽生涯
梁祐維從小被召入香港青年代表隊，成為各青年隊的中堅，他跟隨香港青年代表隊參與不同的國際賽事，包括2022年亞足聯U-23亞洲盃外圍賽等，擁有豐富的國際賽經驗。